# 37ª Mostra internazionale d'arte cinematografica di Venezia
La 37ª edizione della Mostra internazionale d'arte cinematografica di Venezia, (dal 1979 denominata solo Mostra Internazionale del Cinema) si è svolta a Venezia dal 28 agosto all'8 settembre del 1980, sotto la direzione di Carlo Lizzani. Da questa edizione venne ripresa l'assegnazione dei premi.

## Storia
La direzione di Carlo Lizzani, dal 1979 al 1982, fu caratterizzata dall'aver affiancato ai film in concorso sia retrospettive che sezioni dedicate alla sperimentazione ("Officina") e che diverrà una formula impiegata anche da altri festival nel mondo. Nel 1980 viene ripristinato l'assegnazione del Leone d'oro, che venne conferito ex aequo a Louis Malle per Atlantic City e a John Cassavetes per Gloria. La mostra contribuisce anche al rinnovamento del cinema italiano proponendo opere di Marco Tullio Giordana, Gianni Amelio, Franco Piavoli, Nanni Moretti o Paolo Benvenuti. Lizzani, al fine di riformare la formula della mostra per adattarla alla società contemporanea, uscì dai limiti d una mostra d'arte per dare spazio anche allo spettacolo e alla sperimentazione proiettando film di diverso genere per pubblici diversi, anche attraverso proiezioni notturne ed eventi in parallelo alla mostra vera e propria.
Venne fatta la proiezione integrale della miniserie televisiva in 14 episodi Berlin Alexanderplatz, che il regista Rainer Werner Fassbinder aveva tratto dall'omonimo romanzo di Alfred Döblin. In una serata speciale venne riproposto Ludwig, di Luchino Visconti, restaurato nella versione integrale di 240 minuti, mai proiettata in pubblico. La retrospettiva del 1980 fu dedicata a Kenji Mizoguchi.
Non vennero assegnati né il Leone d'argento che tornerà nell'edizione successiva, né le varie Coppe Volpi agli attori.

## Giuria
- Suso Cecchi D'Amico (presidente, Italia)
- Yûssif Châhine (Egitto)
- Marlen Chuciev (Unione Sovietica)
- Michel Ciment (Francia)
- Umberto Eco, Gillo Pontecorvo (Italia),
- Andrew Sarris, George Stevens, Jr. (Stati Uniti d'America),
- Margarethe von Trotta (Germania Ovest).

## Premi

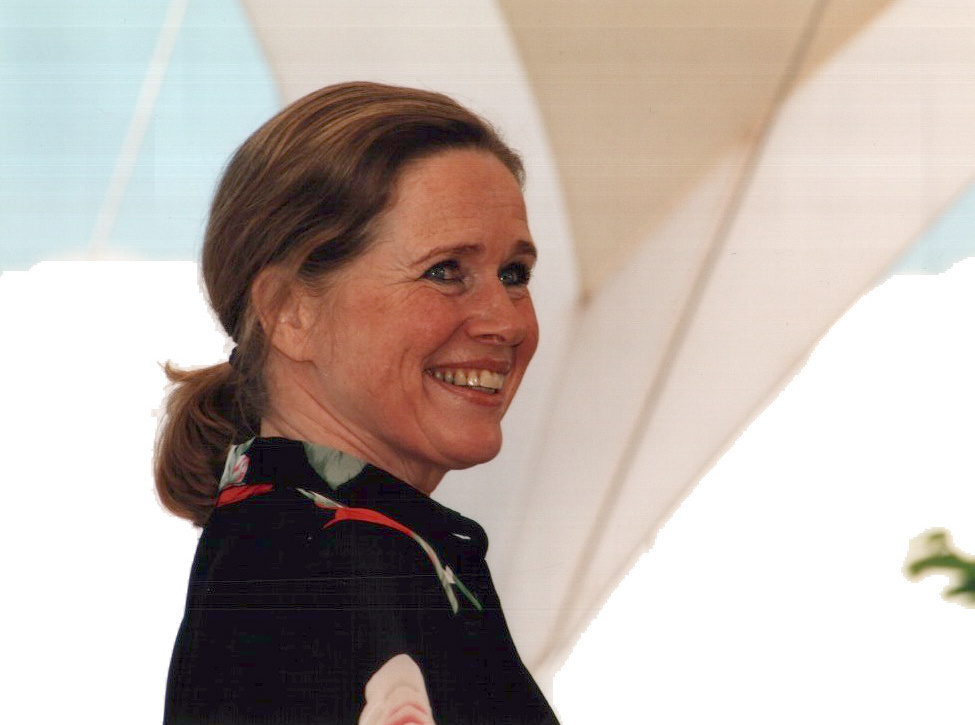
Liv Ullmann, Premio Pasinetti come miglior attrice

I principali premi distribuiti furono:
- Leone d'oro: Atlantic City, USA di Louis Malle e Gloria - Una notte d'estate di John Cassavetes (ex aequo)
- Premio Pasinetti:
  - Miglior attore: George Burns, Art Carney, e Lee Strasberg per Vivere alla grande (Going in Style) di Martin Brest (ex aequo)
  - Miglior attrice: Liv Ullmann per Gli amori di Richard (Richard's Things)

Il regista brasiliano Glauber Rocha, intervistato dalla Rai all'indomani dell'assegnazione del Leone d'oro, essendo stato escluso dai premi, inscenò una clamorosa contestazione contro la direzione del Festival e contro la giuria, presieduta dalla sceneggiatrice Suso Cecchi D'Amico.
Menzione speciale della giuria:
- Bagnino di Sergej Solov'ëv
- L'altra donna di Peter Del Monte
- Guns di Robert Kramer
- Lena Rais di Christian Rischert

## Film in concorso
| - A idade da terra (t.l. L'età della terra), regia di Glauber Rocha - Atlantic City, USA (Atlantic City), regia di Louis Malle - Phobia, regia di John Huston - Due leoni al sole (Deux lions au soleil) , regia di Claude Faraldo - La petite sirène (t.l. La piccola sirena), regia di Roger Andrieux - Il fattore umano (The Human Factor), regia di Otto Preminger - Gli amori di Richard (Richard's Things), regia di Anthony Harvey - Alessandro il Grande (O Megalexandros), regia di Theo Angelopoulos | - Al ayyam al tewil (t.l. I lunghi giorni), regia di Tawfiq Sâlah - Voltati Eugenio, regia di Luigi Comencini - La ragazza di via Millelire, regia di Gianni Serra - Masoch, regia di Franco Brogi Taviani - Gloria - Una notte d'estate (Gloria), regia di John Cassavetes - Vivere alla grande (Going in Style), regia di Martin Brest - Una volta ho incontrato un miliardario (Melvin and Howard), regia di Jonathan Demme - Rasskaz o neisvestnom čeloveke (t.l. Storia di un uomo sconosciuto), regia di Vitautas Žalakjavičjus |

## "Controcampo italiano"
- Con... fusione, regia di Piero Natoli
- Panagulis vive, regia di Giuseppe Ferrara
- Concerts, regia di Manuel De Sica
- Eroina, regia di Massimo Pirri
- Alcool, regia di Augusto Tretti
- L'ebreo fascista, regia di Franco Molè
- Cronaca nera, regia di Mimmo Lombezzi
- Augh! Augh!, regia di Marco Toniato
- Linea d'ombra, regia di Maurizio Targhetta e Gerardo Fontana
- L'angelo e la sirena, regia di Folco Quilici
- Il re divino, regia di Ivo Barnabò Micheli
- Un'altra Italia nelle bandiere dei lavoratori, regia di Paolo Gobetti
- Poesia del trotto, regia di Alberto Giubilo
- La brace dei Biassoli, regia di Giovanni Fago
- Can Cannes, regia di Franco Scepi
- Feste, farina e..., regia di Nino Russo
- Semmelweiss, regia di Gianfranco Bettetini
- Razza selvaggia, regia di Pasquale Squitieri
- Nella città perduta di Sarzana, regia di Luigi Faccini
- Stupende le mie amiche, di Alessandro Scalco